# 野分號驅逐艦
野分（のわき）是大日本帝國海軍的驅逐艦。陽炎型驅逐艦15號艦，該艦名稱繼承自初代神風型驅逐艦18號艦。

## 命名由來
根據大日本帝國海軍發布的命名準則，驅逐艦是以天氣現象命名。野分是日文中颱風的古稱，是指從立春算起第二百十日吹起能將野草吹倒分開的強烈陣風（野の草を吹き分ける強い風），同時它也是源氏物語第28帖的名稱。

## 艦歷
日本帝国海军于1937年订购该舰，1939年11月8日铺设龙骨，1940年9月17日下水，1941年4月28日正式服役，并被配属给第四驱逐舰大队第四支队。该舰参与了1941年末-1942年初日军进攻菲律宾、马来亚、爪哇等地的军事行动。1942年6月参与了中途岛海战，在赤城号航空母舰受重创后负责营救船员并发射鱼雷将其击沉（即所谓的雷击处分）。1942年底被重新配属给以驻扎在特鲁克环礁的第十驱逐舰大队。1942年底以及1943年的大部分时间该舰都在所罗门群岛附近活动。1944年2月，日军撤离特鲁克环礁后，该舰经中太平洋地区返回日本，同年6月参加了菲律宾海海战。
1944年10月25日参与莱特湾海战中的萨马岛海战，并救起遭美军鱼雷机攻击而沉没的筑摩号重巡洋舰上的幸存官兵。次日，遭到美军多艘巡洋舰炮火打击而严重受损，最终被美军驱逐舰发射的鱼雷击沉于菲律宾黎牙实比市东偏东南方向65英里（105公里）、萨马岛以北的海域。
全舰舰长以下272人全部阵亡。前一天从筑摩号重巡洋舰上救起的120-130人中除一人被美军救起外，亦全部阵亡。

## 相關流言
- 野分是聯合艦隊三幸運艦之一。
- 曾執行許多名艦大破後的雷擊處分，擊沉總噸位97,800噸，為二戰各國驅逐艦之最。
- 1942年6月6日在中途島海戰中處分重創的赤城（36,500噸）。
- 1944年6月19日在馬里亞納海戰中處分燃燒中的大鳳（29,300噸）。
- 1944年10月25日在雷伊泰灣海戰中處分已經重創的重巡洋艦鳥海、鈴谷與筑摩三艦，合計32,000噸。

## 與事實的差異
- 當時日本公認的幸運艦只有「吳的雪風」跟「佐世保的時雨」。即便讲到第三艘，也应是初春级的初霜号驱逐舰而非野分。
- 比對美日雙方當時的記錄當中可以發現，除了筑摩的部分稍有爭議以外，野分並沒有擊沉過任何一艘友軍船艦。
- 在中途島海戰中負責處分赤城的驅逐艦有萩風、嵐、舞風與野分等四艘，但根據當時萩風的船員表示，雖然野分射向赤城的魚雷有命中目標，但是最後卻沒有引爆。
- 大鳳沉沒的原因是因為損管不當，使得遭受美軍魚雷攻擊後洩漏的燃氣在密閉式機庫中無法排出而最終導致誘爆，嚴格來說這個算是自沉，跟野分沒有關係。
- 在1944年10月25日當天21:48藤波發出的無線電通信紀錄中明確指出，鳥海是由藤波進行處分的。
- 鈴谷並不是被己方擊沉，沉沒的原因和大鳳相似、是因為之前遭受攻擊產生的大火以及再度进行的轰炸两次誘爆了船上的魚雷而自沉。
- 目前有越來越多的證據指出筑摩在野分到達時早已沉沒，野分只有負責搶救傷員而已。

## 同型艦
- 陽炎
- 不知火
- 雪風
- 黑潮
- 初風
- 親潮
- 夏潮
- 早潮
- 天津風
- 磯風
- 時津風
- 浦風
- 嵐
- 萩風
- 谷風
- 濱風
- 舞風
- 秋雲

## 歷代艦長

### 艤裝艦長
1. 古閑孫太郎 中佐：1940年11月15日 -

### 驅逐艦長
1. 古閑孫太郎 中佐：1941年 4月28日 -
2. 荒木政臣 少佐：1943年 6月25日 -
3. 神田武夫 中佐：1943年 7月 3日 -
4. 守屋節司 中佐：1943年12月25日 - 1944年10月25日戰死